# Márcio Azevedo
Márcio Gonzaga de Azevedo, född 5 februari 1986 i Guarabira, är en brasiliansk fotbollsspelare som spelar för Atlético Paranaense.